# Spiegelsaal von Versailles

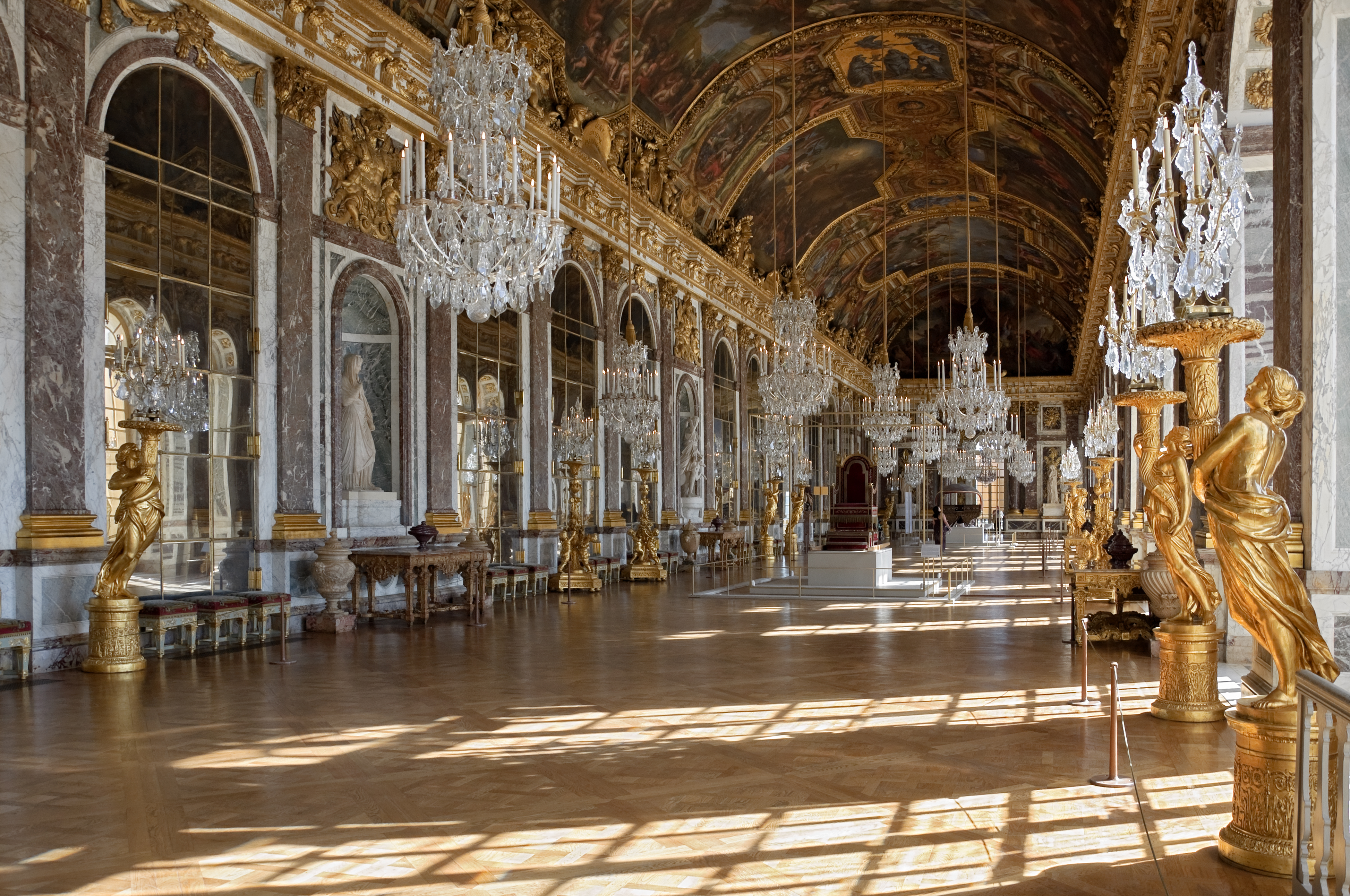
Der Spiegelsaal im Schloss von Versailles

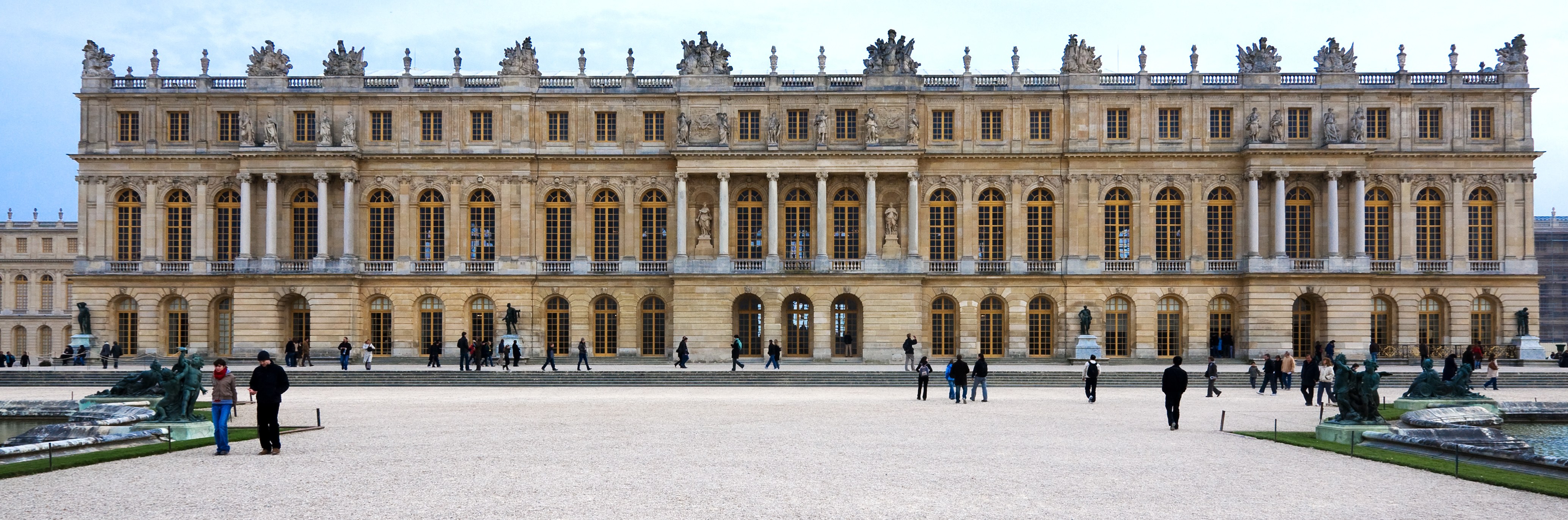
Die Gartenfassade des Schlosses. Hinter den Fenstern des mittleren Stockwerks verbergen sich der Spiegelsaal und die Salons des Krieges und des Friedens

Der über 300 Jahre alte Spiegelsaal von Versailles (oder auch die Spiegelgalerie, Galerie des Glaces, Galerie de Louis XIV. oder la Grande Galerie) ist einer der größten und zugleich der berühmteste Raum des Schlosses von Versailles in der Nähe von Paris in Frankreich. Der barocke Saal mit den benachbarten Salons des Krieges und des Friedens bildet den Mittelpunkt der Paradezimmer des Schlosses und stand mehrfach im Mittelpunkt der europäischen Geschichte.

## Kunsthistorischer Überblick

### Baugeschichte
Das Schloss von Versailles wurde 1623 unter König Ludwig XIII. als kleiner Jagdsitz errichtet. Sein Sohn Ludwig XIV. hielt sich ab 1661 regelmäßig dort auf und ließ das Jagdschloss über mehrere Jahre hinweg zu einer umfangreichen Residenz erweitern. In einer frühen Ausbauphase unter der Leitung von Louis Le Vau wurde das alte Schloss im Norden und im Süden durch zwei neue Gebäudeflügel ummantelt. Diese beiden Flügel überragten den Ursprungsbau nach Westen in Richtung des Gartens und die Fläche zwischen ihnen wurde durch eine von Arkaden getragene Terrasse eingenommen. Die Bauten der Ummantelung enthielten im Norden die Gemächer des Königs, im Süden jene der Königin.

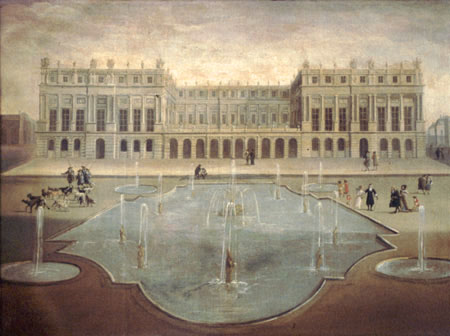
Das Corps de Logis vor dem Bau der Spiegelgalerie

Ab 1678 begann unter der Leitung von Jules Hardouin-Mansart eine weitere, größere Ausbauphase. Die mittige Terrasse wurde überbaut und an ihrer Stelle bis 1684 die Spiegelgalerie geschaffen. Die Gartenfassade des Corps de Logis wurde somit in einer Flucht geschlossen und erhielt weitgehend ihr heutiges Aussehen. An den Enden des Spiegelsaals befindet sich im Norden der Salon des Krieges und im Süden der Salon des Friedens. Die Spiegelgalerie verbindet die beiden Räume untereinander, die jeweils dem Appartement des Königs im Norden und dem Appartement der Königin im Süden zugeordnet wurden. Beide Räume sind von der Galerie durch offene Durchgänge zu erreichen, die drei Säle bilden durch ihre Ausstattung und ihre Dekoration eine Einheit. Die Räumlichkeiten der Salons stammen noch aus der Zeit der Ummantelung des Schlosses durch Le Vau, sie erhielten ihr heutiges Aussehen nach dem Umbau und der Installation des Spiegelsaals durch Hardouin-Mansart.
Neben der zu Beginn des 18. Jahrhunderts fertiggestellten Schlosskapelle, der Hofoper und dem im 19. Jahrhundert eingerichteten Schlachtensaal ist die Spiegelgalerie einer der größten Räume des Schlosses. Sie ist 73 Meter lang und 10,50 Meter tief. Mit ihrer Höhe von 12,3 Metern reicht sie bis ins Attikageschoss des Corps de Logis, die von außen zu sehenden quadratischen Fenster des oberen Stockwerks dienen lediglich der Ästhetik, es gibt an dieser Stelle keine dahinterliegenden Räume. Der Spiegelsaal ist aufgrund seiner Größe nicht heizbar gewesen, auf den Einbau von Kaminen wurde daher von vornherein verzichtet.

### Künstlerische Ausstattung

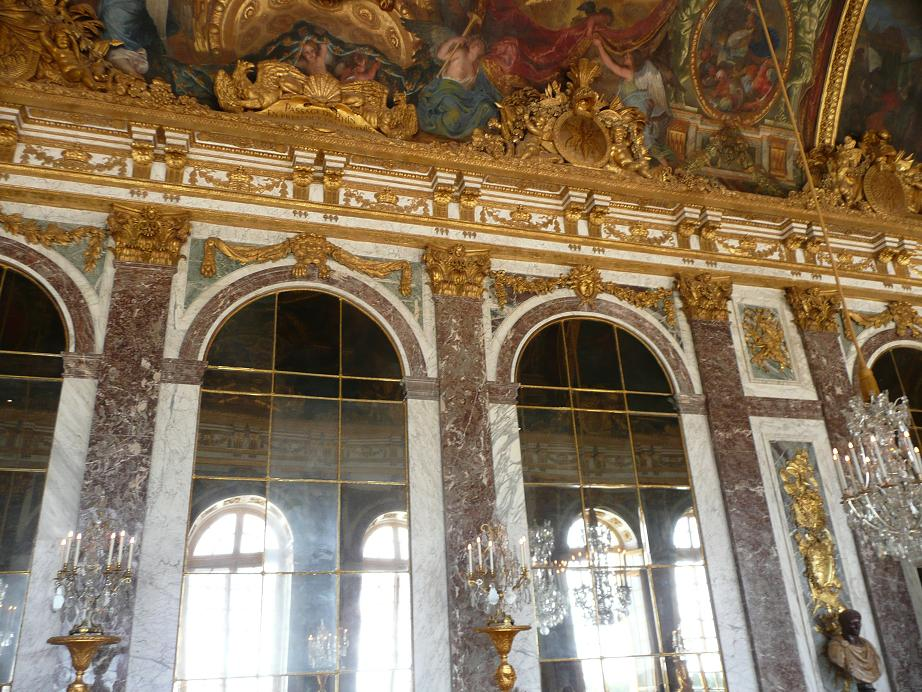
Detailansicht der Spiegelwand

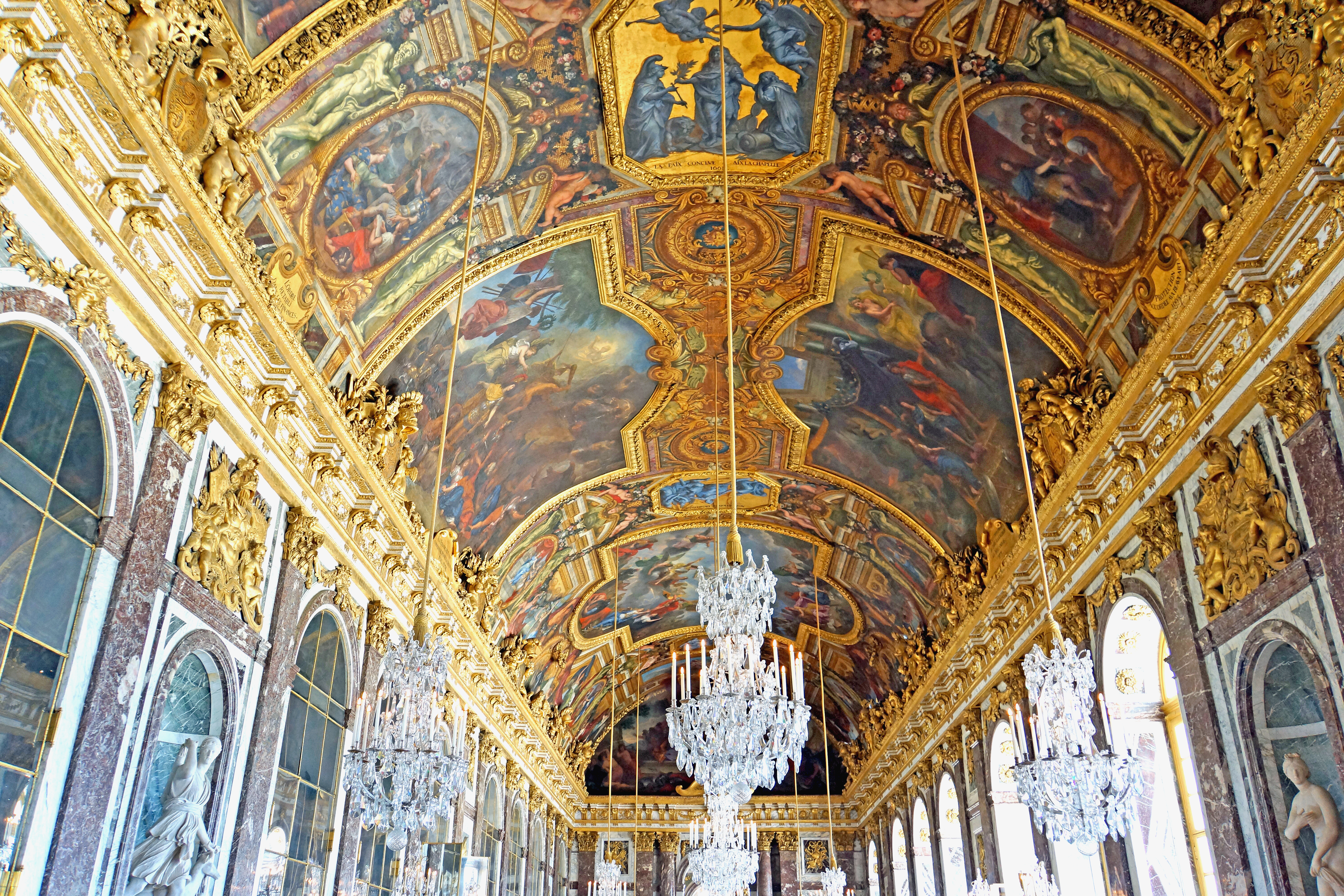
Blick in das Deckengewölbe des Spiegelsaals

Der Spiegelsaal, einer der Höhepunkte des Louis-quatorze, öffnet sich mit 17 Fenstern in Richtung des Parks, diesen stehen an der Innenwand des Saals 17 ebensogroße Spiegel mit mehr als 350 einzelnen Spiegelflächen gegenüber. Die Spiegel hatten zum einen eine ästhetische Funktion, denn sie erweitern durch das Spiegelbild des Gartens den Außenbereich des Schlosses ins Innere des Gebäudes und reflektierten zudem den Kerzenschein am Abend. Zum anderen vermittelten sie auf subtile Art und Weise aber auch den Reichtum des Königs und die Leistungsfähigkeit der französischen Wirtschaft. Spiegelglas war im 17. Jahrhundert ein teures Luxusprodukt und nur unter großem Aufwand herzustellen. Die Herstellung der Spiegelflächen war der erste Großauftrag für eine von Jean-Baptiste Colbert begründete Glasmanufaktur, der späteren Compagnie de Saint-Gobain, mit der das venezianische Monopol in dem Bereich gebrochen wurde.
Der Eindruck des Saals wird aber nicht nur durch die Spiegel, sondern auch durch das gewaltige Gewölbe geprägt. Die neun großen und zahlreichen kleineren Deckengemälde stehen ganz im Zeichen der Verherrlichung des Sonnenkönigs und preisen die Erfolge seiner ersten 20 Regierungsjahre. Neben dem Gemälde Der König regiert selbst, das den absoluten Machtanspruch des Herrschers verdeutlicht, werden unter anderem der Friede von Nimwegen oder die Eroberung der Franche-Comté thematisiert. Ausführender Künstler der Gemälde war Charles Lebrun. Einer zeitgenössischen Anekdote zufolge geht die Ausstattung der Großen Galerie mit den siebzehn Spiegelflächen auf eine Idee Jules Hardouin-Mansarts zurück, der durch die derart verplante Wandfläche verhindern wollte, dass der hoch in der Gunst des Königs stehende Lebrun noch mehr Gelegenheit bekam, seine Werke zu präsentieren.

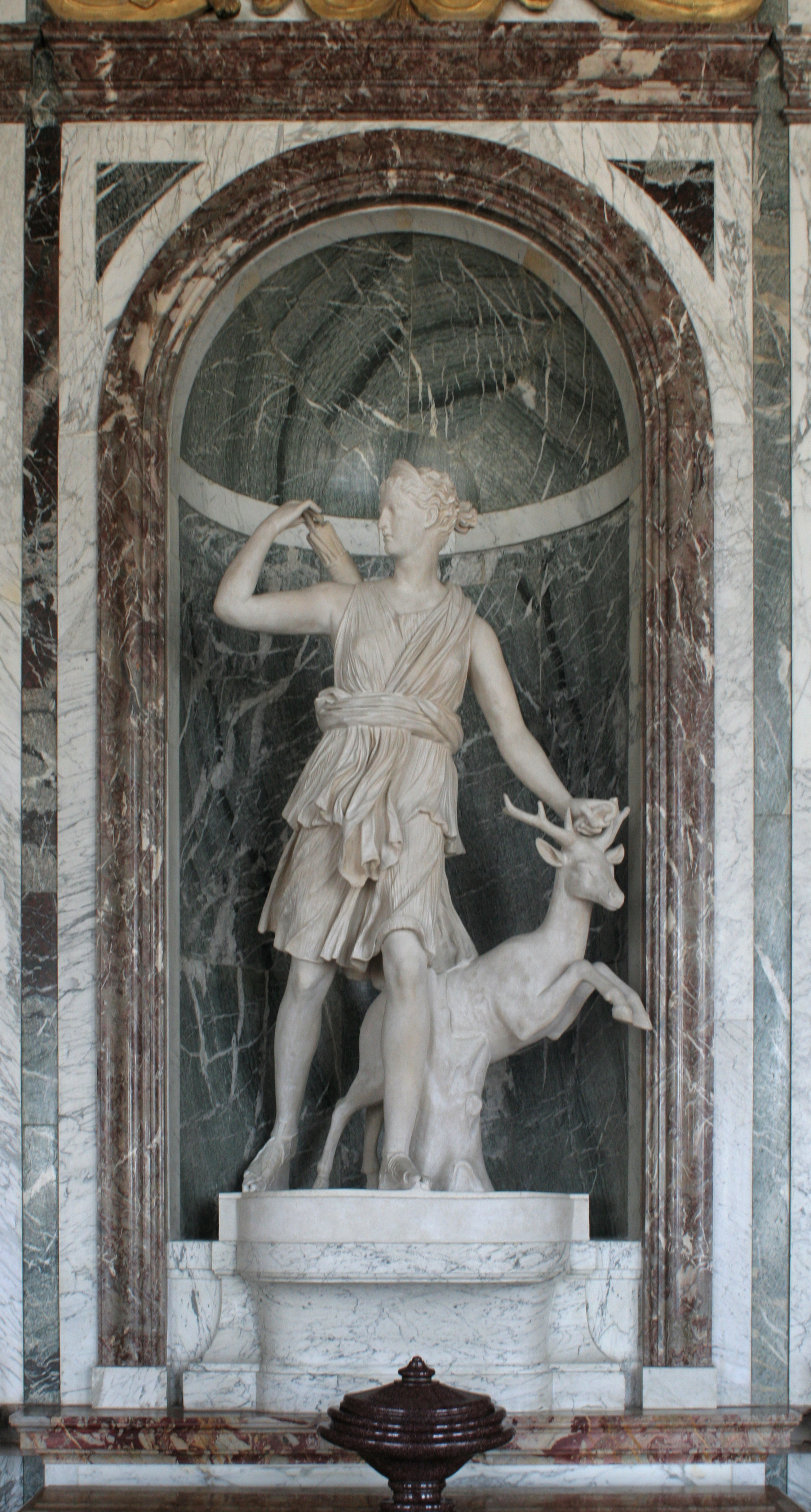
Diana als Jägerin, sogenannte Diana von Versailles, in der Spiegelgalerie

Für die Spiegelgalerie wurde ursprünglich eine kostbare Ausstattung von zum Teil massiven Silbermöbeln angefertigt. Das seinerzeit berühmte Mobiliar hatte jedoch nur kurzen Bestand, es musste bereits 1689 zur Finanzierung des Pfälzischen Erbfolgekrieges verkauft und eingeschmolzen werden. Das heutige Mobiliar stammt weitgehend aus dem 19. Jahrhundert, nachdem große Teile der ursprünglichen Einrichtung des Schlosses während der Französischen Revolution verloren gingen.
Wie das gesamte Schloss von Versailles hatte auch die Spiegelgalerie eine Vorbildwirkung inne und wurde an zahlreichen europäischen Höfen des 17. und 18. Jahrhunderts in verschiedenen Formen und Dimensionen nachgeahmt. Die bekannteste Imitation ist jedoch ein Werk des 19. Jahrhunderts, es handelt sich um den großen Spiegelsaal im Schloss Herrenchiemsee auf der Herreninsel im südlichen Bayern. Unter König Ludwig II. wurde dort ab 1878 der Zentralbau des Versailler Schlosses nahezu nachgebaut und auch der Spiegelsaal bis ins Detail und mit nur wenigen Abweichungen kopiert.

aus: Details der Dekoration der Spiegelgalerie von Versailles
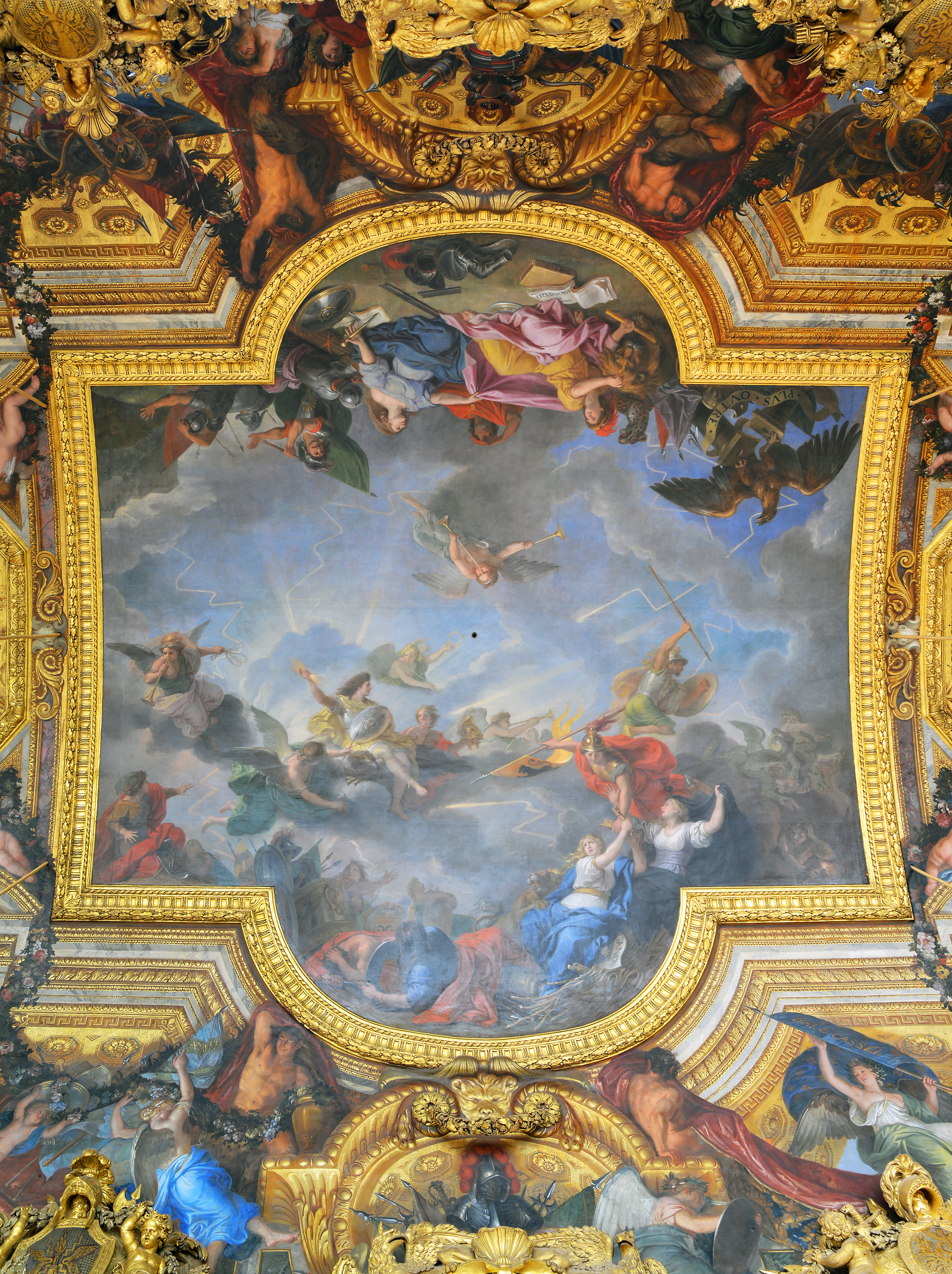
Ludwig XIV. als siegreicher Feldherr, Deckengemälde von Charles Lebrun in der Spiegelgalerie von Versailles
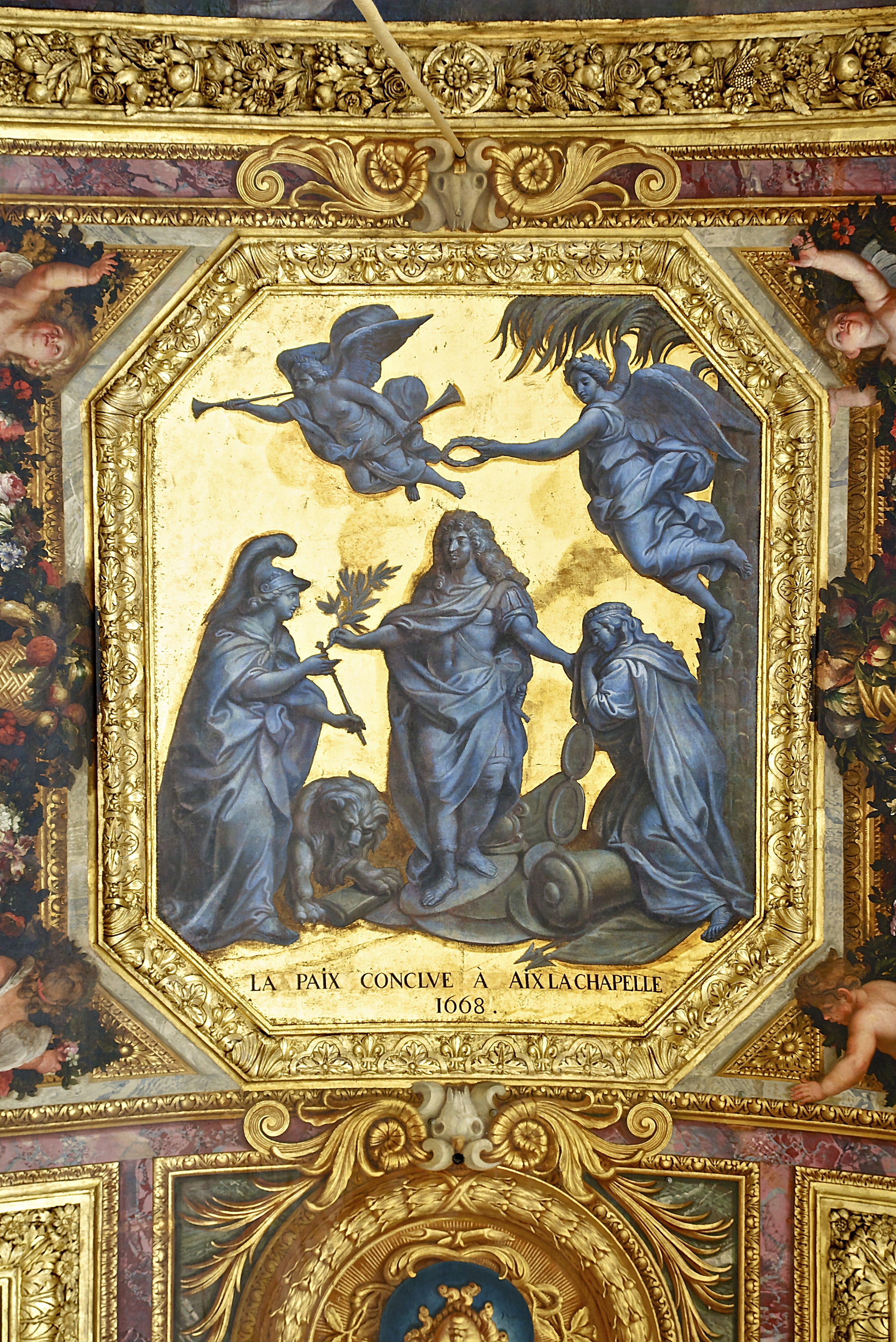
Der Frieden von Aachen 1668, allegorische Grisaille auf Goldgrund an der Decke der Spiegelgalerie von Versailles
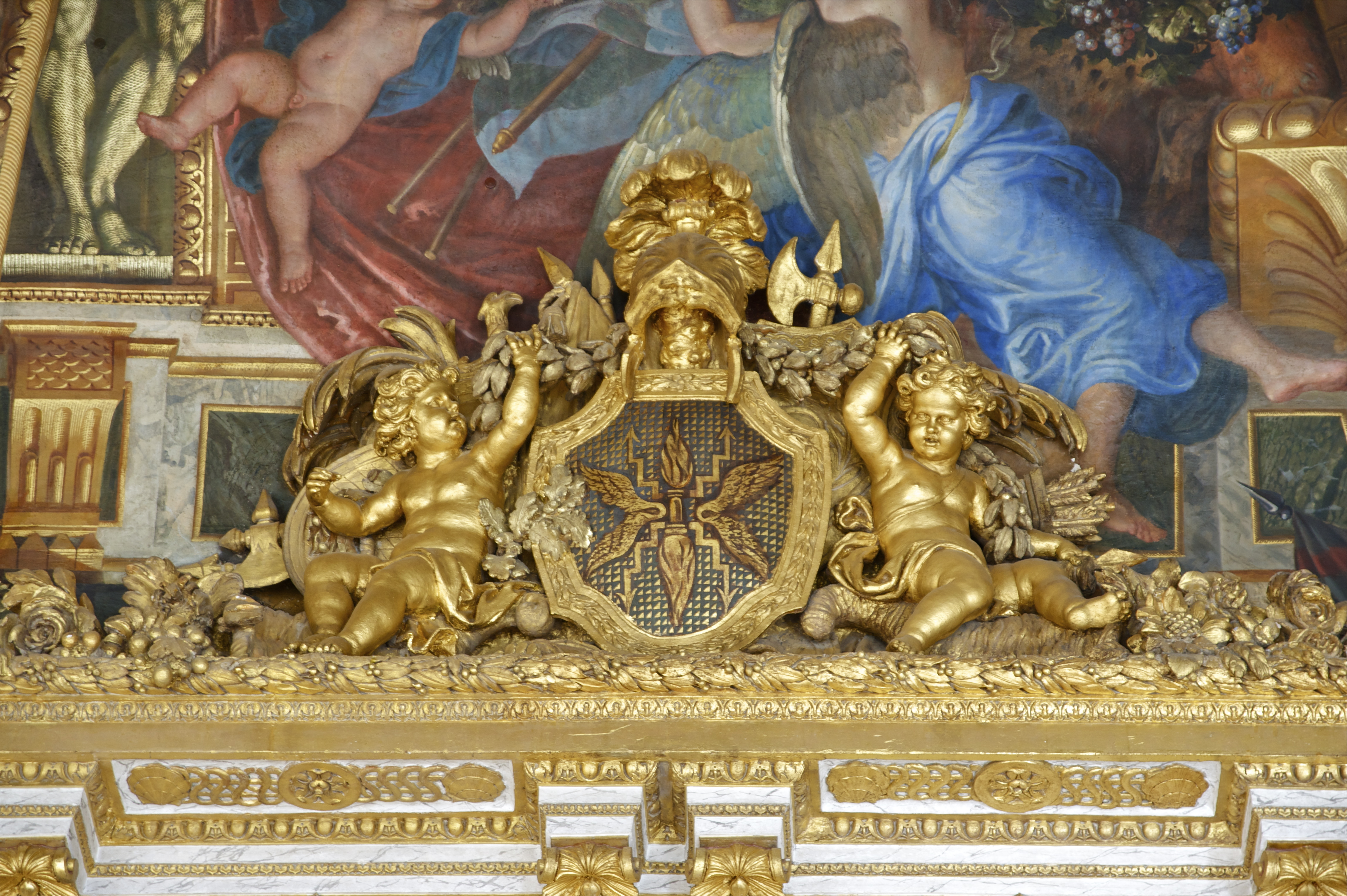
Detail des Dekors in der Spiegelgalerie von Versailles
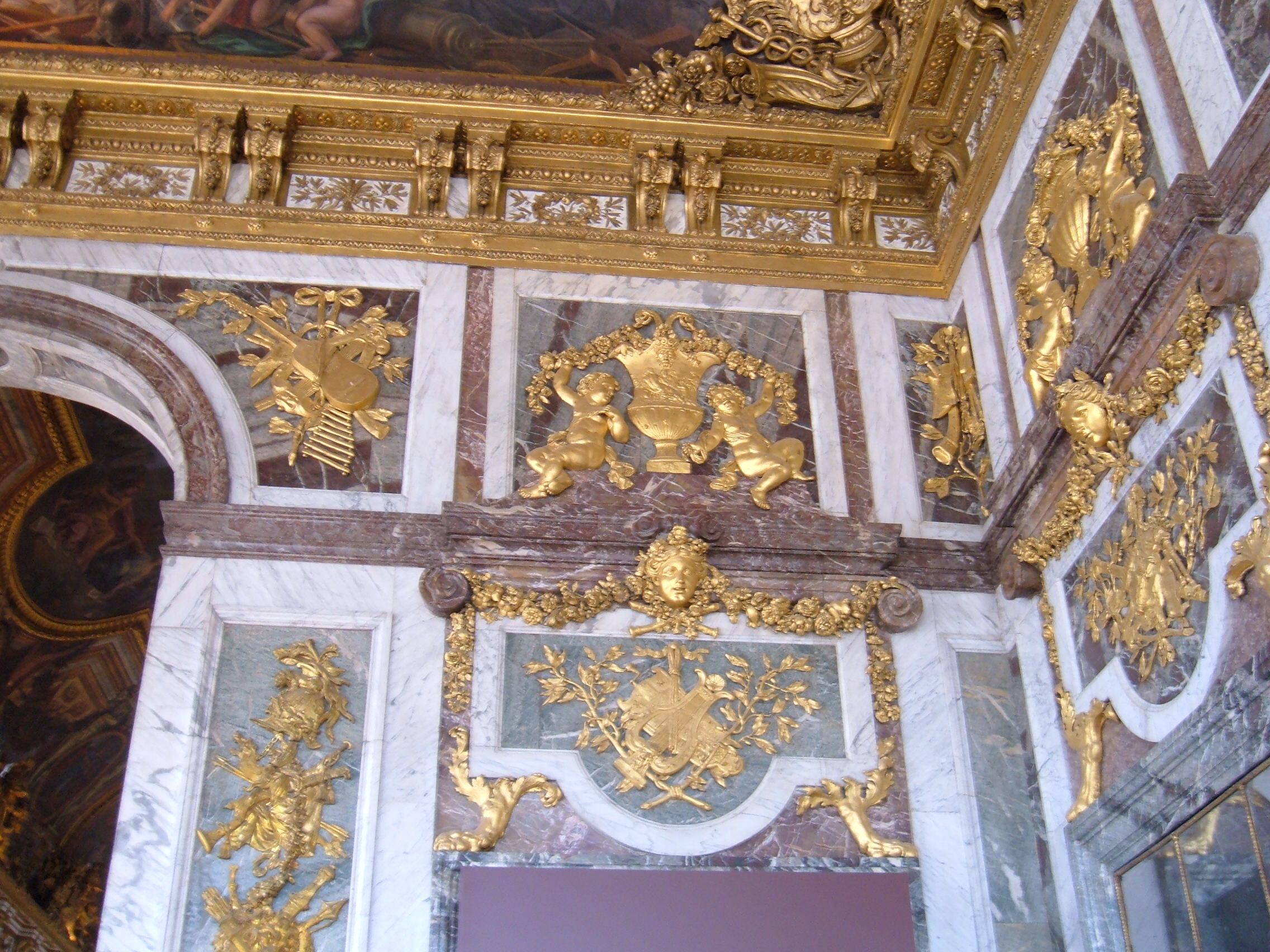
Dekor aus Marmor und vergoldeter Bronze in einer Ecke der Spiegelgalerie von Versailles

### Restaurierung
Der Spiegelsaal wurde von 2003 bis 2007 in mehreren Abschnitten für 12 Millionen Euro umfangreich restauriert. Die Gemälde wurden gereinigt, die Stuckierungen ergänzt und ausgearbeitet und blinde Spiegelscheiben ausgetauscht. Die Arbeiten erfolgten über mobile Gerüste während des laufenden Museumbetriebes, so dass die Hauptattraktion des Palastes nicht geschlossen werden musste. Auch die sieben schweren Lüster wurden restauriert und mit modernen Leitungen versehen.

## Historischer Überblick

### Nutzung des Spiegelsaals

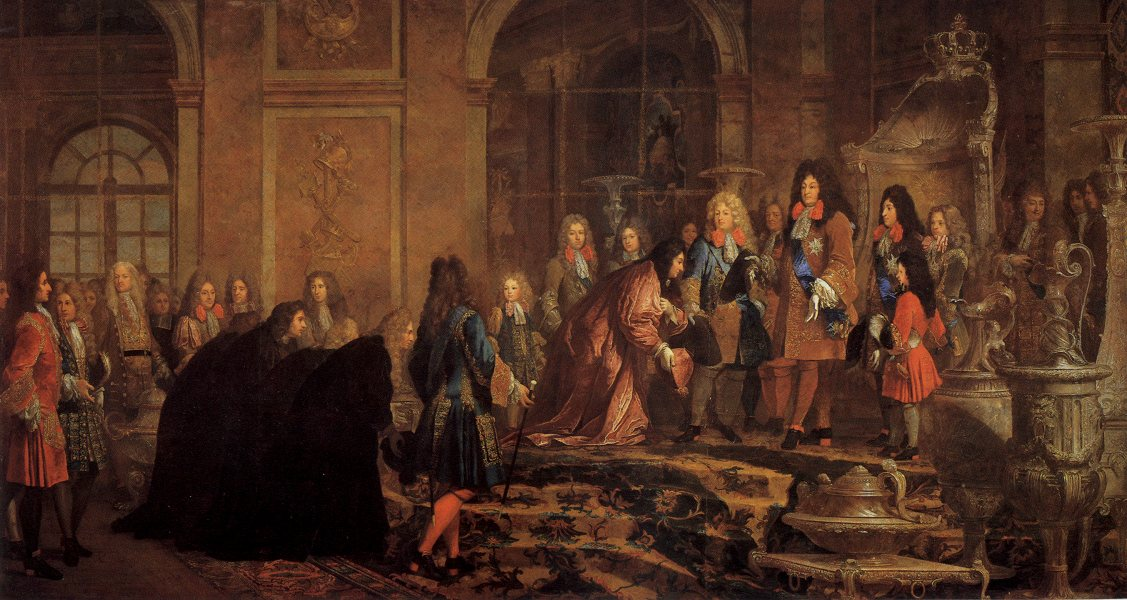
Ludwig XIV. empfängt den Dogen von Genua im Spiegelsaal, Gemälde von 1685

Die Spiegelgalerie hatte verschiedene Funktionen zu erfüllen. Durch ihre Größe und ihre reiche Ausstattung wird sie zumeist für einen Festsaal gehalten, doch ihr wichtigster Zweck war es, als eine Art überdachte Promenade zu dienen. Ein Großteil des täglichen Hoflebens spielte sich hier ab und die Gesellschaft traf sich, um zu promenieren, Neuigkeiten auszutauschen oder dem König zu gefallen. Die Galerie war groß genug dimensioniert, dass der Herrscher auf seinen Spaziergängen durch den Saal unliebsame Personen weit umrunden oder sich Menschen seines Interesses zuwenden konnte. Wer ein Anliegen hatte, hielt sich im Spiegelsaal auf, wo man hoffte, vom König wahrgenommen zu werden. Dieser betrat die Galerie täglich mindestens einmal: Das Schlafzimmer des Königs lag ab 1701 hinter der Mittelwand der Galerie und in einem immer gleichen Ritual ging der Monarch nach dem morgendlichen Aufstehen, dem Lever, vom Schlafzimmer durch den Spiegelsaal und die anschließenden Paraderäume zur Schlosskapelle im Nordflügel.

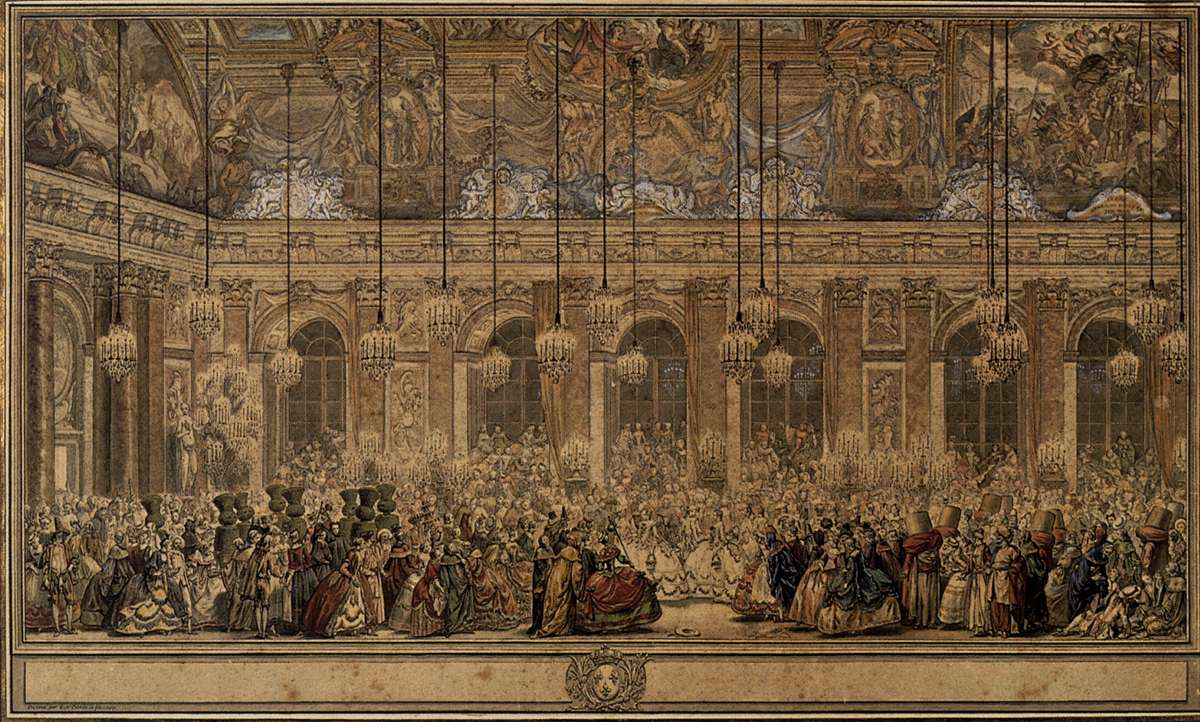
Maskenball zur Hochzeit des Dauphin 1745, Stich von Charles Nicolas Cochin

Ihre zentrale Lage und ihre Größe prädestinierten die Spiegelgalerie als Ort der Hoffeste. Unter anderem wurden hier mit großen Aufwand 1697 die Hochzeit des Herzogs von Burgund mit Maria Adelaide von Savoyen, 1745 die Hochzeit Louis Ferdinands und Maria Theresias von Spanien und 1770 die Hochzeit Ludwig XVI. und Marie-Antoinettes gefeiert. Der Spiegelsaal diente außerdem bei großen Empfängen als Thronsaal, so wurden hier beispielsweise 1686 die Botschafter von Siam, 1715 die Botschafter von Persien und 1742 die Botschafter des Osmanischen Reichs empfangen.

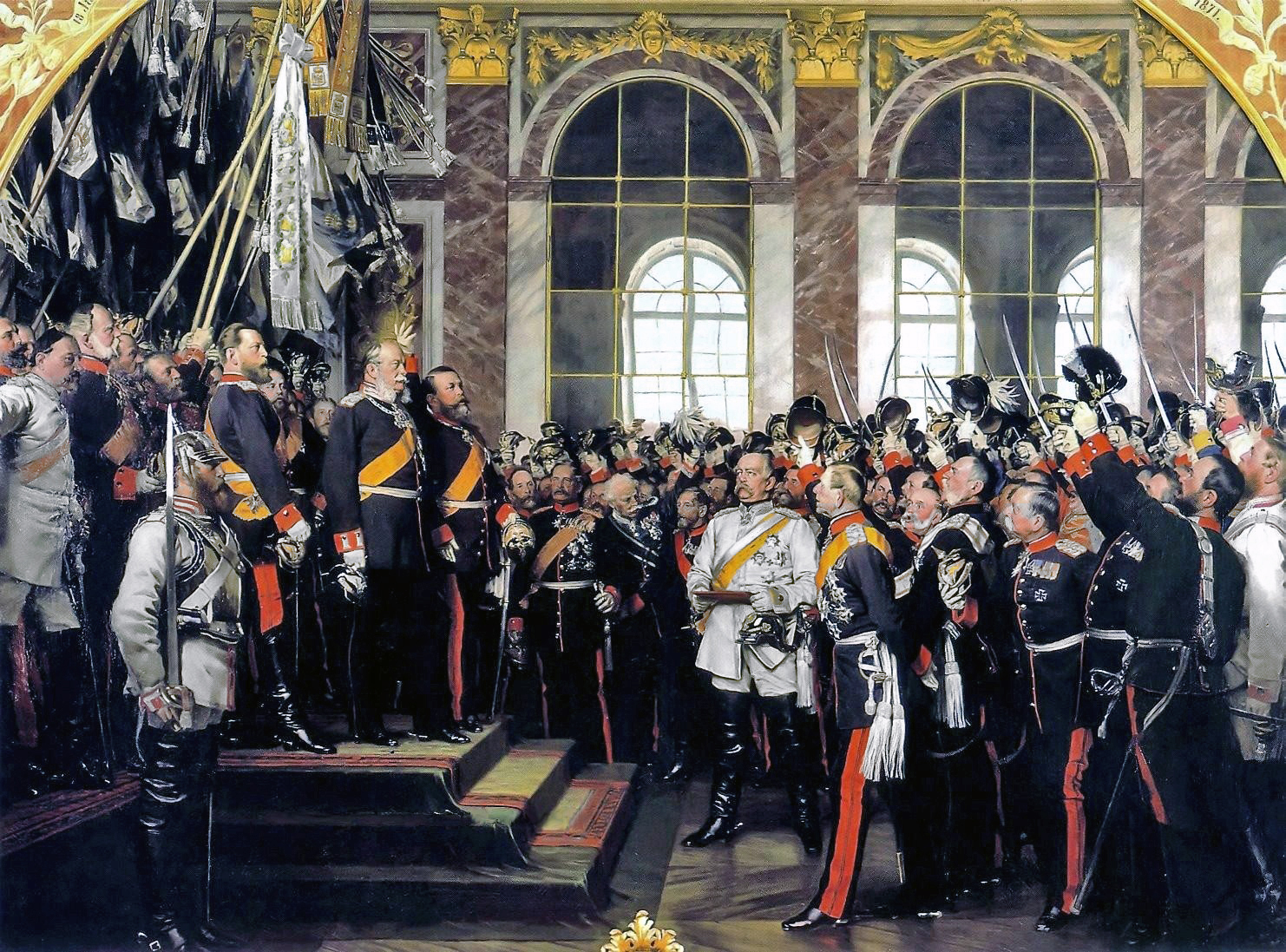
Die Proklamierung des deutschen Kaiserreiches (18. Januar 1871), Ölgemälde von Anton von Werner (1885)

### Historische Ereignisse

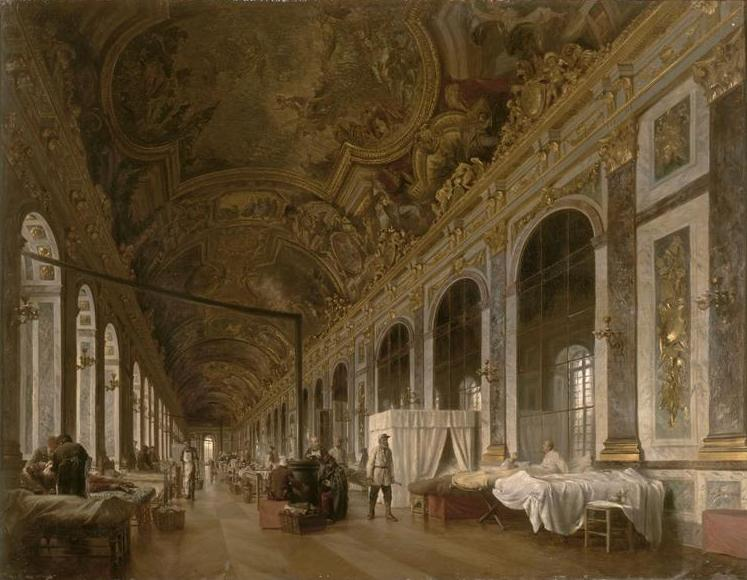
Der Spiegelsaal diente Ende Januar 1871 als deutsches Behelfslazarett, Ölgemälde von Victor Bachereau-Reverchon (1842–1885)

Die Spiegelgalerie ging besonders durch zwei historische Ereignisse in die Geschichte ein: Im Deutsch-Französischen Krieg von 1870/1871 wählte sie die preußische Führung zum Ort der Kaiserproklamation vom 18. Januar 1871, die als Gründungsakt des Deutschen Reiches gelten sollte. Die Wahl war auf den Spiegelsaal gefallen, weil dessen Deckengemälde unter anderem Eroberungen deutscher Länder durch Frankreich verherrlichten. Das französische Volk empfand die Zeremonie als Demütigung, welche die deutsch-französische Erbfeindschaft auf Jahrzehnte zementieren sollte.

Die Unterzeichnung des Friedensvertrags von Versailles, des wichtigsten der Pariser Vorortverträge, fand auf Wunsch des französischen Premierminister Georges Clemenceau am 28. Juni 1919 im Spiegelsaal statt. 

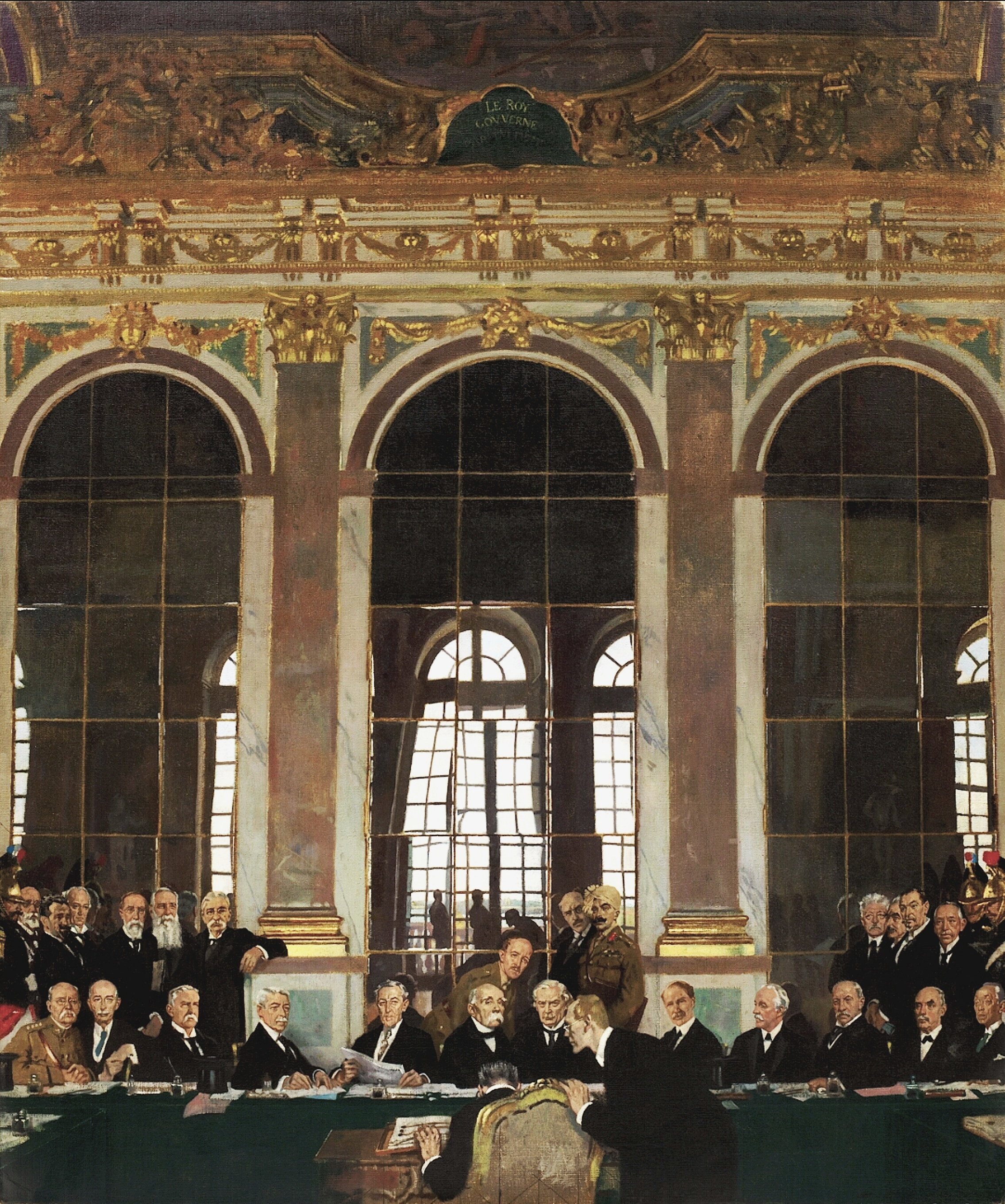
William Orpen: The Signing of Peace in the Hall of Mirrors. Unterzeichnung des Versailler Vertrags 1919.

Dieses Mal war es das deutsche Volk, welches die Zeremonie als Demütigung empfand. Dies und die schweren Auflagen des Friedensvertrages, der Deutschland eine Alleinschuld am Krieg zuwies, belasteten die Beziehungen zwischen Deutschland und Frankreich weiterhin. Der Vertrag von Versailles wird als einer der Gründe für den Aufstieg der Nationalsozialisten in Deutschland verantwortlich gemacht und somit als eine Ursache des Zweiten Weltkriegs. Erst nach Kriegsende begannen sich die deutsch-französischen Beziehungen zu verbessern.